# Svea, Florida
Svea är en liten stad i Okaloosa County i norra Florida, USA. Den största delen av samhället ligger längs vägen U.S. Route 85. Stadens namn uttalas sweer/swir av lokalbefolkningen.